# Benitochromis finleyi
Benitochromis finleyi е вид бодлоперка от семейство Цихлиди (Cichlidae). Видът е застрашен от изчезване.

## Разпространение
Разпространен е в Камерун.

## Описание
На дължина достигат до 7,6 cm.